# هارفي ويذرز
هارفي ويذرز (بالإنجليزية: Harvey Withers)‏ هو كاتب بريطاني، ولد في 26 أكتوبر 1965 في برمنغهام في المملكة المتحدة.